# Язид II ибн Абдул-Малик
Язид ибн Абд аль-Малик или Язид II (ок. 685/687 — 27 января 724, Байт-Рас) — омейядский халиф, правивший в 720—724 годы.
Язид II пришёл к власти после смерти Умара II 10 февраля 720 года. Его армия в это время противостояла хариджитам, с которыми Умар II пытался вести переговоры.
В июле 721 Язид издал эдикт, предписывающий уничтожение всех художественных изображений на территории халифата. За исполнение этого распоряжения отвечал его брат Маслама ибн Абдул-Малик. Ислам запрещает изображения людей и животных, особенно те, что, подобно иконам, или изваяниям идолов, служат предметом поклонения, и их уничтожение велось в рамках Шариата. Археологические данные подтверждают, что в этот период пострадали многие христианские церкви, однако эдикт был направлен против всех, в том числе и не христианских изображений богов. Приказ был отменен сыном Язида II Валидом II. 
Язид II умер от туберкулёза.